# Selma Hellal
Selma Hellal, née en 1973 à Alger, est une éditrice algérienne, cofondatrice des éditions Barzakh.

## Biographie
Née en 1973  en Algérie, Selma Hellal y effectue sa scolarité. Elle poursuit ensuite des études supérieures à Sciences Po Paris en France,. Puis à la School of Oriental and African Studies de Londres, suivi d’un DEA de sciences politiques à l’IEP d’Aix. C’est durant ses études en France qu’elle rencontre Sofiane Hadjadj, son futur compagnon, qui suit des études d’architecture. Elle travaille ensuite comme journaliste pigiste dans la presse et à la radio, puis le couple décide en 1997 de revenir en Algérie. C’est encore la période dite de la décennie noire, cette guerre civile qui oppose le pouvoir algérien à divers groupes islamiques, avec des massacres régulièrement perpétrés et une terreur de la population. De nombreux intellectuels quittent ce pays.  
En Algérie, Selma Hallal commence à travailler pour une ONG (son ouvrage De proche en proche. Proximité et travail thérapeutique de réseau en Algérie, publié en 2008 retracera cette expérience). Avec son compagnon, Sofiane Hadjadj, ils lancent une revue littéraire, Parking nomade. Puis en 2000, constatant le peu d’auteurs algériens publiés et désireux de faire apparaître de nouvelles écritures, ils lancent une maison d’édition, les éditions Barzakh. Dix ans plus tard, en 2010, cette maison a plus de 120 titres. Elle a publié des auteurs déjà connus, comme Mohammed Dib, Maïssa Bey, ou encore Nina Bouraoui. Elle a réédité des auteurs comme Isabelle Eberhardt ou Ken Bugul. Elle a multiplié des coéditions avec des éditeurs étrangers. Et elle a favorisé l’émergence d’auteurs nouveaux comme Kaouther Adimi, comme Adlène Meddi, comme l’historienne Malika Rahal. Plusieurs auteurs sont primés. Le succès de l’ouvrage de Kamel Daoud, Meursault, contre-enquête, prix Goncourt du premier roman en 2015, a constitué une étape importante. La maison d’édition elle-même s’est vu attribuer en 2010 le prix du Prince Claus,. Mais le problème est également de parvenir à diffuser les ouvrages, le réseau de librairies algériennes par exemple s’étant réduit ces dernières décennies.